# Пратт, Николь
Николь Пратт (англ. Nicole Pratt; родилась 5 марта 1973 года в Маккае, Австралия) — австралийская теннисистка и тренер.
- Победительница 10 турниров WTA (1 — в одиночном разряде).
- Полуфиналистка 2 турниров Большого шлема (по разу — в женском парном разряде и миксте).
- Победительница 1 юниорского турнира Большого шлема в одиночном разряде (Australian Open-1991).
- Победительница 1 юниорского турнира Большого шлема в парном разряде (Roland Garros-1989).
- Финалистка 3 юниорских турнира Большого шлема в парном разряде.
- Полуфиналистка 1 юниорского турнира Большого шлема в парном разряде (Roland Garros-1990).

## Общая информация
Николь — одна из пяти детей Дороти и Джорджа Пратт; её сестёр зовут Ким, Кайли и Келли, а брата — Грег. Другие члены семьи тоже принимали участие в спортивных соревнованиях на высоком уровне: отец семейства в юности входил в число лучших теннисистов-юниоров страны; младшая сестра Келли неплохо играет в гольф, принимая участие в LPGA Futures Tour. Ныне Дороти и Джордж владеют собственной тростниковой фермой.
Николь занимается теннисом с четырёх лет.

## Спортивная карьера

### Личные турниры
Достаточно быстро Пратт стала не просто играть в теннис под нажимом родителей, но и добиваться в этой игре некоторых результатов, войдя в число лидеров национального тенниса в своём возрасте и регулярно привлекаясь в национальную команду. В конце 1980-х национальная федерация стала предоставлять ей возможность играть в крупнейших международных соревнованиях среди старших юниоров: на своём дебютном Australian Open (в 1989 году) она смогла выиграть несколько матчей в одиночном турнире и дойти до финала среди пар. Через несколько месяцев ей удалось превзойти этот результат на более представительном турнире Roland Garros: с китаянкой Ван Шитин они выиграли титул, попутно став первой интернациональной парой, выигравшей на французском турнире подобный трофей. Пратт продолжала играть в подобных соревнованиях до истечения возрастного предела, постепенно улучшая и свои результаты в одиночных турнирах: в январе 1991 года ей покорился и одиночный титул на юниорских соревнованиях серии Большого шлема — она не просто выиграла тогда Australian Open, но и переиграла в полуфинале его первую сеянную — словачку Карину Габшудову. Успехи молодой теннисистки заинтересовали Австралийский институт спорта, и в какой-то момент она стала его стипендиаткой по теннисной программе.
Одиночные турниры
В эти же сроки Пратт попробовала себя и во взрослом туре: в 1989 году были проведены первые матчи в протуре, а год спустя удалось завоевать первый титул. Переход из юниорского тенниса во взрослый затянулся: впервые войдя в Top-200 в одиночном разряде по итогам года в 19 лет, ещё сотню позиций в итоговом рейтинге Николь смогла отыграть только через семь лет. До поры Пратт решала более локальные задачи: в 1991 году она впервые сыграла в основной сетке турнира Большого шлема за пределами Австралии, пройдя квалификацию на Уимблдоне. На соревнованиях WTA всё долгое время ограничивалось проходами через квалификационный турнир и редкими выигранными матчами в основной сетке. К концу 1990-х годов набираемый опыт игр постепенно позволяет ей улучшать свою игру и результаты: австралийка поднимается в рейтинге к границе первой сотни, а на Уимблдоне Николь начинает серию из 35 турниров Большого шлема, где она без пропусков играла в основных сетках. Сначала она становится всё более результативной на крупных турнирах ITF: зимой 2000 года эта серия закончилась победой на 75-тысячнике в Мичигане. Эти успехи в какой-то момент позволили австралийке закрепиться в середине первой сотни рейтинга.
Достигнув подобного уровня, Пратт смогла не только несколько лет на нём продержаться, но и благодаря правильно составленному расписанию, где всю карьеру в большом количестве были представлены турниры в восточно-азиатском регионе, она смогла добиться участия в финалах турниров WTA: в октябре 2001 года она уступила в финале шанхайского турнира четвёртой категории Монике Селеш, а два с половиной года спустя, на аналогичных по уровню соревнованиях в Хайдарабаде, завоевала свой единственный титул WTA в одиночном разряде, переиграв в финале 17-летнюю Марию Кириленко. На этот же период приходится и лучший в карьере результат на турнирах Большого шлема: в январе 2003 года, переиграв двух сеянных теннисисток, Пратт достигла четвёртого круга Australian Open. До и после того соревнования Пратт ещё пять раз уступала в третьем раунде.
Закончив шесть сезонов подряд в первой сотне рейтинга, в 2005 году австралийка угодила в локальный игровой кризис, из-за которого по итогам того сезона опустилась на 127-е место и вынуждена была часто играть в отборочных турнирах крупных соревнований. То падение результатов сказалось весной следующего года, когда Пратт прервала серию из игр в основных сетках: вынужденная играть квалификацию на традиционно не слишком удачном для себя Roland Garros, австралийка в седьмой раз из семи попыток не прошла её. После этого Пратт ещё несколько лет проиграла на высоком уровне (в 2007 году даже единственный раз в карьере обыграв игрока из первой десятки — Динару Сафину в Сиднее), но постепенно утратила мотивацию. В январе 2008 года, проиграв в первом круге своего 19-го взрослого Australian Open Надежде Петровой, Николь объявила об окончании профессиональной карьеры.
Парные турниры
Парные результаты в протуре вышли на достойный уровень быстрее, чем одиночные: в середине 1990-х годов, сотрудничая с множеством теннисисток, она начала регулярно появляться на решающих стадиях крупных турниров ITF. Наиболее удачным в этот период оказывается взаимодействие с Эрикой де Лоун: пара шесть раз доходит до финалов и завоёвывает два титула. Растущие рейтинги позволяют Николь всё чаще играть и на турнирах WTA, где ей периодически удаётся заручиться поддержкой опытных напарниц: в мае 1998 года, вместе с титулованной соотечественницей Рэйчел Маккуиллан, она впервые в своей карьере добирается до решающего матча на турнирах ассоциации — это произошло на грунтовом турнире в Мадриде.
Постепенно всё более и более набираясь уверенности в своей игре, Пратт становится всё более серьёзной силой в парном теннисе: в 2000 году, вместе с де Лоун, она впервые в карьере пробивается в четвертьфинал турнира Большого шлема: на Australian Open на пути к этой стадии ими был переигран дуэт Патрисия Тарабини / Кончита Мартинес. Полгода спустя американо-австралийский альянс записывает на свой счёт и первый титул на соревнованиях ассоциации, победив на травяном турнире в Хертогенбосе.
В 2001 году Пратт записывает на свой счёт первую (правда, как потом оказалось, и последнюю) победу на турнирах высшей категории регулярного сезона: вместе с ещё одной американкой Кимберли По-Мессерли она становится лучшей на соревновании в Торонто, обыграв в полуфинале дуэт Кара Блэк / Елена Лиховцева. Совершить скачок в элиту парного тенниса не удаётся, но периодически, часто меняя партнёрш, австралийка проводит крупнейшие турниры на хорошем уровне: в сентябре 2002 года она отыграла свой лучший в карьере турнир Большого шлема — вместе с 20-летней Надеждой Петровой выйдя в полуфинал на US Open, где их остановила сильнейшая пара того времени — Вирхиния Руано Паскуаль / Паола Суарес.
Несколько лет поиграв в своё удовольствие, во второй половине 2000-х годов Пратт постепенно стала выполнять роль «играющего тренера», сотрудничая с молодыми соотечественницами. Наиболее продуктивными оказываются альянсы с Брианн Стюарт и Кейси Дельаквой. Со Стюарт Николь выигрывает в феврале 2007 года свой последний титул WTA, а с Дельаквой побеждает на менее престижных соревнованиях.
Пратт также провела немало турниров в смешанном парном разряде. Большая часть из них заканчивалась поражением уже в первом или втором матче, но к концу карьеры ей удалось провести одно сверхудачное соревнование: вместе с соотечественником Полом Хенли она в 2006 году добралась до полуфинала US Open, где, обыграв несколько сильных дуэтов, они уступили место в финале команде Квета Пешке / Мартин Дамм.

### Сборная и национальные турниры
Николь впервые привлекли к играм за национальную команду в Кубке Федерации в 1998 году. Тогдашний капитан команды Лесли Боури после двух поражений подряд попробовала в составе нового игрока, и это принесло результат: австралийки на домашних кортах разгромили аргентинок, а Пратт принесла команде два из трёх победных очков. В следующие восемь лет Николь ещё 19 раз привлекалась к играм за национальную команду, играя в основном одиночные встречи. Всего Пратт провела в Кубке Федерации 26 одиночных встреч (14 побед, 12 поражений) и два парных матча (1 победа, 1 поражение). В последний раз за сборную Николь сыграла в июле 2007 года: австралийки уступили тогда дома сборной Украины, вылетев из мировых групп турнира.
В 2001 году Пратт сыграла за Австралию и в другом командном турнире: в Кубке Хопмана, который проходил в Перте. Николь и её партнёр Ричард Фромберг сыграли тогда три матчевые встречи, уступив в каждой из них. Уроженка штата Квинсленд уступила все игры, в которых принимала участие.
Николь Пратт выступала на Олимпийских играх 2000 года в Сиднее, где она в одиночном разряде проиграла во втором круге Натали Деши. Пратт также принимала участие в Олимпийских играх 2004 года в Афинах, и в одиночном разряде дошла до третьего круга, где она проиграла будущей чемпионке Жюстин Энен (в парном разряде она проиграла в первом круге).

### Тренерская карьера
Вскоре после окончания игровой карьеры Николь попробовала себя на тренерском поприще: некоторое время она сотрудничала с соотечественницей Кейси Дельаквой, а позже работала с молодыми теннисистками и входила в тренерский штаб сборных Австралии.

## Рейтинг на конец года
| Год               | 1989 | 1990  | 1991  | 1992  | 1993  | 1994  | 1995  | 1996  | 1997  | 1998  | 1999  | 2000 | 2001 | 2002 | 2003 | 2004 | 2005  | 2006 | 2007 |
| Одиночный рейтинг | 417  | ▲ 217 | ▼ 241 | ▲ 199 | ▼ 204 | ▲ 182 | ▼ 297 | ▲ 194 | ▲ 102 | ▼ 113 | ▲ 58  | ▲ 55 | ▲ 52 | ▲ 49 | ▼ 53 | ▲ 51 | ▼ 127 | ▲ 78 | ▲ 71 |
| Парный рейтинг    | 309  | ▲ 233 | ▼ 242 | ▲ 110 | ▼ 183 | ▼ 202 | ▲ 133 | ▲ 110 | ▲ 93  | ▲ 67  | ▼ 102 | ▲ 37 | ▲ 27 | ▲ 23 | ▼ 31 | ▲ 23 | ▼ 40  | ▼ 42 | ▲ 38 |

Источник — официальный сайт WTA.

## Выступления на турнирах

### Финалы турниров WTA
| Легенда:                    |
| --------------------------- |
| Турниры Большого Шлема (0)  |
| Олимпиада (0)               |
| Итоговый чемпионат года (0) |
| 1-я категория (0+1)         |
| 2-я категория (0+2)         |
| 3-я категория (0+3)         |
| 4-я категория (1+3)         |
| 5-я категория (0)           |

| Титулы по покрытиям | Титулы по месту проведения матчей турнира |
| ------------------- | ----------------------------------------- |
| Хард (1+7)          | Зал (0+2)                                 |
| Грунт (0+1)         | Зал (0+2)                                 |
| Трава (0+1)         | Открытый воздух (1+7)                     |
| Ковёр (0)           | Открытый воздух (1+7)                     |

#### Одиночный разряд: 2 финала (1 победа — 1 поражение)
| Результат | №  | Дата            | Турнир     | Покрытие | Соперница       | Счёт        |
| Поражение | 1. | 14 октября 2001 | Шанхай     | Хард     | Моника Селеш    | 2-6, 3-6    |
| Победа    | 1. | 22 февраля 2004 | Хайдарабад | Хард     | Мария Кириленко | 7-6(3), 6-1 |

#### Парный разряд: 13 финалов (9 побед — 4 поражения)
| Результат | №  | Дата             | Турнир           | Покрытие | Партнёрша            | Соперницы                                  | Счёт                |
| Поражение | 1. | 24 мая 1998      | Мадрид           | Грунт    | Рэйчел Маккуиллан    | Доминик Монами Флоренсия Лабат             | 3-6, 1-6            |
| Победа    | 1. | 25 июня 2000     | Хертогенбос      | Трава    | Эрика де Лоун        | Карина Габшудова Кэтрин Барклай-Рейц       | 7-6(6), 4-3 — отказ |
| Победа    | 2. | 5 ноября 2000    | Квебек           | Хард     | Меган Шонесси        | Кимберли По-Мессерли Элс Калленс           | 6-3, 6-4            |
| Победа    | 3. | 19 августа 2001  | Торонто          | Хард     | Кимберли По-Мессерли | Катарина Среботник Тина Крижан             | 6-3, 6-1            |
| Поражение | 2. | 16 сентября 2001 | Ваиколоа-Виллидж | Хард     | Элс Калленс          | Катарина Среботник Тина Крижан             | 2-6, 3-6            |
| Поражение | 3. | 16 сентября 2003 | Бали             | Хард     | Эмили Луа            | Анжелик Виджайя Мария Венто-Кабчи          | 5-7, 2-6            |
| Победа    | 4. | 21 сентября 2003 | Шанхай           | Хард     | Эмили Луа            | Тамарин Танасугарн Ай Сугияма              | 6-3, 6-3            |
| Победа    | 5. | 18 июля 2004     | Станфорд         | Хард     | Элени Данилиду       | Клодин Шоль Ивета Бенешова                 | 6-2, 6-4            |
| Победа    | 6. | 15 мая 2005      | Прага            | Грунт    | Эмили Луа            | Барбора Стрыцова Елена Костанич            | 6-7(6), 6-4, 6-4    |
| Победа    | 7. | 13 января 2006   | Хобарт           | Хард     | Эмили Луа            | Елена Костанич Джилл Крейбас               | 6-2, 6-1            |
| Победа    | 8. | 11 февраля 2007  | Паттайя          | Хард     | Мара Сантанджело     | Чжуан Цзяжун Чжань Юнжань                  | 6-4, 7-6(4)         |
| Победа    | 9. | 24 февраля 2007  | Мемфис           | Хард(i)  | Брианн Стюарт        | Ярмила Гайдошова Акико Моригами            | 7-5, 4-6, [10-5]    |
| Поражение | 4. | 3 марта 2007     | Акапулько        | Грунт    | Эмили Луа            | Аранча Парра Сантонха Лурдес Домингес Лино | 3-6, 3-6            |

### Финалы турнировITF
| Легенда:         |
| ---------------- |
| 100.000 USD (0)  |
| 75.000 USD (1+1) |
| 50.000 USD (0+3) |
| 25.000 USD (4+1) |
| 10.000 USD (0+4) |

| Титулы по покрытиям | Титулы по месту проведения матчей турнира |
| ------------------- | ----------------------------------------- |
| Хард (5+5)          | Зал (2+1)                                 |
| Грунт (0+2)         | Зал (2+1)                                 |
| Трава (0)           | Открытый воздух (3+8)                     |
| Ковёр (0+1)         | Открытый воздух (3+8)                     |

#### Одиночный разряд: 13 финалов (5 побед — 8 поражений)
| Результат | №  | Дата            | Турнир       | Покрытие | Соперница в финале  | Счёт              |
| Поражение | 1. | 12 февраля 1990 | Аделаида     | Хард     | Киррили Шарпи       | 6-2 4-6 1-6       |
| Поражение | 2. | 19 февраля 1990 | Мельбурн     | Хард     | Надин Эрцегович     | 1-6 5-7           |
| Поражение | 3. | 18 ноября 1991  | Нуриутпа     | Хард     | Луиза Стейси        | 6-3 4-6 5-7       |
| Поражение | 4. | 29 марта 1993   | Бангкок      | Хард     | Романа Теджакусума  | 3-6 2-6           |
| Поражение | 5. | 8 ноября 1993   | Маунт-Гамбир | Хард     | Тесса Прайс         | 6-4 2-6 0-6       |
| Победа    | 1. | 22 ноября 1993  | Нуриутпа     | Хард     | Мишель Джаггард-Лей | 6-7(7) 6-4 6-4    |
| Поражение | 6. | 29 ноября 1993  | Милдьюра     | Хард     | Тесса Прайс         | 5-7 6-3 5-7       |
| Победа    | 2. | 27 ноября 1995  | Маунт-Гамбир | Хард     | Аннабель Эллвуд     | 6-4 3-6 6-2       |
| Победа    | 3. | 4 декабря 1995  | Порт-Пири    | Хард     | Аннабель Эллвуд     | 4-6 6-0 6-4       |
| Победа    | 4. | 2 марта 1998    | Рокфорд      | Хард(i)  | Джессика Стек       | 6-2 6-3           |
| Поражение | 7. | 3 мая 1999      | Сарасота     | Грунт    | Эрика де Лоун       | 6-7(6) 7-6(7) 5-7 |
| Поражение | 8. | 12 июля 1999    | Мауа         | Хард     | Эрика де Лоун       | 5-7 6-7(1)        |
| Победа    | 5. | 14 февраля 2000 | Мидленд      | Хард(i)  | Юка Ёсида           | 6-4 6-3           |

#### Парный разряд: 17 финалов (9 побед — 8 поражений)
| Результат | №  | Дата             | Турнир            | Покрытие | Партнёрша        | Соперницы в финале                      | Счёт           |
| Победа    | 1. | 7 мая 1990       | Суонси            | Грунт    | Киррли Шарпи     | Кэтрин Барклей-Рейтц Луиза Стейси       | 6-1 6-2        |
| Победа    | 2. | 14 мая 1990      | Борнмут           | Грунт    | Киррли Шарпи     | Кэтрин Барклей-Рейтц Луиза Стейси       | 6-1 6-2        |
| Победа    | 3. | 11 ноября 1991   | Маунт-Гамбир      | Хард     | Кристин Годридж  | Ингилисе Дрихёйс Луиза Племинг          | 6-7 6-3 6-4    |
| Победа    | 4. | 3 февраля 1992   | Джакарта          | Грунт    | Энджи Вулкок     | Руксандра Драгомир-Илие Ирина Спырля    | 6-1 6-0        |
| Победа    | 5. | 12 октября 1992  | Бургдорф          | Ковёр(i) | Кристин Годридж  | Изабела Листовская Петра Винценхоллер   | 6-1 6-2        |
| Поражение | 1. | 26 октября 1992  | Джакарта          | Грунт    | Кристин Годридж  | Мишель Джаггард-Лей Кристин Канс        | 6-3 3-6 2-6    |
| Победа    | 6. | 29 марта 1993    | Бангкок           | Хард     | Сюзанна Вибово   | Мимма Черновита Иравати Моэрид          | Без игры       |
| Поражение | 2. | 27 июня 1994     | Файхинген-на-Энце | Грунт    | Киррли Шарпи     | Лара Биттер Майке Коутстал              | 1-6 2-6        |
| Поражение | 3. | 15 мая 1995      | Бордо             | Грунт    | Эрика де Лоун    | Седа Норландер Хелена Вилдова           | 3-6 1-6        |
| Победа    | 7. | 15 июля 1996     | Уилмингтон        | Хард     | Эрика де Лоун    | Морин Дрейк Мейлен Ту                   | 7-5 7-6(2)     |
| Поражение | 4. | 30 сентября 1996 | Ньюпорт-Бич       | Хард     | Эрика де Лоун    | Мерседес Пас Рене Симпсон               | 3-6 1-6        |
| Поражение | 5. | 14 апреля 1997   | Уичито            | Хард(i)  | Луиза Племинг    | Шэннен Маккарти Келли Уилсон            | 6-4 5-7 2-6    |
| Победа    | 8. | 2 июня 1997      | Ташкент           | Хард     | Эрика де Лоун    | Алисия Ортуно Хила Розен                | 6-3 6-1        |
| Поражение | 6. | 5 октября 1998   | Альбукерке        | Хард     | Эрика де Лоун    | Рэйчел Маккуиллан Нана Мияги            | 6-7(5) 2-6     |
| Поражение | 7. | 27 сентября 1999 | Санта-Клара       | Хард     | Нанни де Вильерс | Дебби Грэм Нана Мияги                   | 4-6 4-6        |
| Поражение | 8. | 3 апреля 2000    | Уэст-Палм-Бич     | Грунт    | Эрика де Лоун    | Рика Хираки Юка Ёсида                   | 6-1 0-6 6-7(5) |
| Победа    | 9. | 28 февраля 2006  | Лас-Вегас         | Хард     | Кейси Деллакква  | Мария-Фернанда Алвес Татьяна Перебийнис | Без игры       |

## История выступлений на турнирах

### Парные турниры
| Турнир                 | 1990  | 1991  | 1992  | 1993          | 1994          | 1995          | 1996  | 1997          | 1998          | 1999          | 2000  | 2001          | 2002          | 2003          | 2004  | 2005          | 2006          | 2007          | 2008  | Итог   | В/П за карьеру |
| ---------------------- | ----- | ----- | ----- | ------------- | ------------- | ------------- | ----- | ------------- | ------------- | ------------- | ----- | ------------- | ------------- | ------------- | ----- | ------------- | ------------- | ------------- | ----- | ------ | -------------- |
| Турниры Большого Шлема |       |       |       |               |               |               |       |               |               |               |       |               |               |               |       |               |               |               |       |        |                |
| Australian Open        | 1Р    | 1Р    | 2Р    | 2Р            | 2Р            | 1Р            | 2Р    | 2Р            | 1Р            | 1Р            | 1/4   | 1/4           | 3Р            | 1Р            | 2Р    | 1/4           | 3Р            | 2Р            | 1Р    | 0 / 19 | 20-19          |
| Roland Garros          | -     | -     | -     | 1Р            | 1Р            | -             | 1Р    | 1Р            | 1Р            | 2Р            | 1Р    | 3Р            | 3Р            | 1Р            | 1Р    | 1/4           | 1Р            | 1Р            | -     | 0 / 14 | 8-14           |
| Уимблдон               | 2Р    | -     | -     | 1Р            | 1Р            | -             | 1Р    | 1Р            | 1Р            | 1Р            | 1Р    | 1Р            | -             | 1Р            | 2Р    | 2Р            | 1Р            | 2Р            | -     | 0 / 14 | 4-14           |
| US Open                | -     | -     | -     | 1Р            | -             | 2Р            | 1Р    | -             | 2Р            | 1Р            | 1Р    | 1Р            | 1/2           | 1Р            | 3Р    | 3Р            | 1Р            | 2Р            | -     | 0 / 13 | 11-13          |
| Итог                   | 0 / 2 | 0 / 1 | 0 / 1 | 0 / 4         | 0 / 3         | 0 / 2         | 0 / 4 | 0 / 3         | 0 / 4         | 0 / 4         | 0 / 4 | 0 / 4         | 0 / 3         | 0 / 4         | 0 / 4 | 0 / 4         | 0 / 4         | 0 / 4         | 0 / 1 | 0 / 60 |                |
| В/П в сезоне           | 1-2   | 0-1   | 1-1   | 1-4           | 1-3           | 1-2           | 1-4   | 1-3           | 1-4           | 1-4           | 3-4   | 5-4           | 8-3           | 0-4           | 4-4   | 9-4           | 2-4           | 3-4           | 0-1   |        | 43-60          |
| Олимпийские игры       |       |       |       |               |               |               |       |               |               |               |       |               |               |               |       |               |               |               |       |        |                |
| Летняя олимпиада       | НП    | НП    | -     | Не проводился | Не проводился | Не проводился | -     | Не проводился | Не проводился | Не проводился | -     | Не проводился | Не проводился | Не проводился | 1Р    | Не проводился | Не проводился | Не проводился | -     | 0 / 1  | 0-1            |